# Computadoras en la ciencia ficción
Las computadoras u ordenadores son un elemento omnipresente en la ciencia ficción. Resultan imprescindibles en los viajes espaciales, por lo que siempre las encontraremos en las naves que surcan el cosmos. También suelen controlar los sistemas de estaciones espaciales e instalaciones en tierra, así como ir instaladas en vehículos.
Algunas son muy básicas y rudimentarias, mientras que otras son auténticas inteligencias artificiales, avanzadas supercomputadoras capaces de resolver cualquier problema lógico y que llegan a tener conciencia propia.

## Tecnología de ciencia ficción
La tecnología de los ordenadores de ciencia ficción ha variado mucho a lo largo de la historia. Por ejemplo, Multivac, protagonista de muchos de los relatos de Asimov, funcionaba al principio con válvulas (tubos de vacío), la tecnología empleada en la época en que fueron escritos los relatos. La misma Multivac mostraba la idea de los ordenadores que se tenía aquel entonces: una máquina enorme que distribuía capacidad de cálculo a los hogares, y es que en aquella época los ordenadores ocupaban sótanos enteros y los ordenadores domésticos eran algo impensable.
A medida que la tecnología evolucionaba, los ordenadores que figuraban en los relatos lo hacían también. Así, además de ordenadores basados en tubos de vacío ha habido ordenadores funcionando mediante transistores, relés (algo frecuente en los relatos de Dick) y, por supuesto, microprocesadores. Estos últimos son los ejemplos más frecuentes, no sólo porque los propios ordenadores reales basados en microprocesadores hayan sido más frecuentes, sino porque esta tecnología ha coincidido con la irrupción de estas máquinas en la vida real y, por lo tanto, al ser parte habitual de la vida real, lo han sido también de la ciencia ficción. 
Pero, por supuesto, ha habido también ejemplos de ordenadores basados en tecnologías extrañas. Entre estos últimos, cabe destacar los cerebros positrónicos de las historias de robots de Asimov, o los ordenadores mecánicos de La máquina diferencial, desarrollados en una ucronía en la que la máquina de Babbage habría sido real.

## El papel de los ordenadores en la ciencia ficción
Los ordenadores, bien como máquinas capaces de realizar cálculos complejos, bien como seres dotados de cierta inteligencio o consciencia, han tenido numerosos papeles en la ciencia ficción.

### Máquina indiferente
En este primer caso el ordenador es una máquina que, consciente o no, resuelve problemas y proporciona datos. 
Como simple máquina los ejemplos serían innumerables: Multivac de los relatos de Asimov, los ordenadores de cálculo de trayectoria que se ven en las pantallas de las naves de 2001, los ordenadores de cálculo de salto en el hiperespacio de La guerra de las galaxias, Madre, el ordenador de a bordo de la Nostromo en Alien, el octavo pasajero, las consolas de ciberespacio de Neuromante... 
En este caso han sido simples máquinas de cálculo que resuelven problemas de forma eficiente, que extraen el dato oportuno y que, en definiva, facilitan el trabajo de los humanos... sin embargo, estos ordenadores carentes de personalidad no han dejado una huella significativa.
Con el auge de Internet, éste se ha introducido en gran cantidad de obras de ciencia ficción. Los ordenadores suelen aparecer como instrumentos muy poderosos en manos de las personas, que los usan de diversas formas. Son muy frecuentes los hackers que manipulan a distancia otros ordenadores o acceden a información confidencial o alteran fraudulentamente bases de datos (película La red). También se hace alusión a Internet en la película distópica FAQ: Frequently Asked Questions, escrita y dirigida por Carlos Atanes. Un tema poco usado es el de Internet como un medio para la libertad de expresión, que es el tema de la obra de teatro distópica Fahrenheit 56K, de Fernando de Querol Alcaraz.

### Inteligencias artificiales
Artículo principal: Inteligencia artificial
Algo muy diferente ocurre con aquellos ordenadores que sí han desarrollado personalidad, aquellos con los que es posible hablar.
En este caso podemos enfrentarnos a ordenadores amigos como Mike en La Luna es una cruel amante de Robert A. Heinlein.

### Peligrosos adversarios
Artículo principal: Rebelión de las máquinas
Pero, como siempre, los mejores ejemplos los obtenemos del «lado oscuro»: los ejemplos de inteligencias artificiales peligrosas, como Wintermute en Neuromante, o directamente asesinas, como Skynet en Terminator o la inquietante HAL 9000 de 2001.
En este caso, los autores se basan en el complejo de Frankenstein para crear inquietud y desasosiego (cuando no directamente terror) en el que es uno de los principales temas del género: la rebelión de las máquinas.